# Govern provisional de la República de Corea
El Govern Provisional de Corea (KPG), formalment el Govern Provisional de la República de Corea, va ser un govern coreà a l'exili parcialment reconegut amb seu a Xangai, Xina, i més tard a Chongqing, durant el domini colonial japonès de Corea.
L'11 d'abril de 1919 es va promulgar una constitució provisional que preveia una república democràtica anomenada "República de Corea". Va introduir un sistema presidencial i tres poders (legislatiu, administratiu i judicial) de govern. El KPG va heretar el territori de l'antic Imperi coreà. El moviment de resistència coreà va donar suport activament al moviment independentista sota el govern provisional, i va rebre suport econòmic i militar del Kuomintang de la Xina, la Unió Soviètica i França.
Després de la rendició del Japó el 15 d'agost de 1945, figures com Kim Gu van tornar. El 15 d'agost de 1948 es va dissoldre el Govern Provisional de la República de Corea. Syngman Rhee, que va ser el primer president del govern provisional de la República de Corea, es va convertir en el primer president de la República de Corea el 1948. L'actual govern de Corea del Sud afirma a través de la constitució de Corea del Sud esmenada el 1987 que hi ha continuïtat entre el KPG i l'actual estat de Corea del Sud, encara que això ha estat criticat per alguns historiadors com a constitutiu de revisionisme.
Els llocs del govern provisional a Xangai i Chongqing (Chungking) s'han conservat com a museus.

## Rerefons
El govern es va formar l'11 d'abril de 1919, poc després del moviment de l'1 de març del mateix any durant el domini colonial imperial japonès de la península coreana.
Els membres clau del seu establiment incloïen An Changho i Syngman Rhee, tots dos líders de l'Associació Nacional de Corea en aquell moment. Changho va tenir un paper important en fer de Xangai el centre del moviment d'alliberament i en posar en marxa les operacions de KPG. Com a primer ministre en funcions, va ajudar a reorganitzar el govern d'un sistema de gabinet parlamentari a un sistema presidencial.

### Activitats militars
El govern va resistir el domini colonial de Corea que va durar des de 1910 fins a 1945. Van coordinar la resistència armada contra l'exèrcit imperial japonès durant les dècades de 1920 i 1930, fins i tot a la batalla de Bongoh Town el juny de 1920 i la batalla de Chingshanli l'octubre de 1920. També, van donar un gran cop al lideratge militar japonès al parc Hongkew de Xangai, abril de 1932.
Aquesta lluita va culminar amb la formació del Cos de Voluntaris de Corea [12] el 1938 i l'Exèrcit d'Alliberament de Corea el 1940, reunint tots els grups de resistència coreans a l'exili.

### Segona Guerra Mundial
El govern va declarar degudament la guerra a les potències de l'Eix, Japó i Alemanya, el 9 de desembre de 1941, i l'Exèrcit d'Alliberament va participar en l'acció aliada a la Xina i parts del sud-est asiàtic. Aquests esforços van donar lloc a la garantia de la Xina, els Estats Units i els britànics a la Conferència del Caire d'una Corea alliberada en el futur, que va ser reafirmada pels soviètics, els estatunidencs i els britànics a la Conferència de Potsdam. Els soviètics van declarar la guerra al Japó i van envair Corea del Nord. Aleshores els EUA van atacar Hiroshima i Nagasaki que van provocar la rendició del Japó. Aleshores, els soviètics van començar a influir fortament en les parts del coreà que controlaven.
Durant la Segona Guerra Mundial, l'Exèrcit d'Alliberament de Corea estava preparant un assalt contra les forces japoneses a Corea juntament amb l'Oficina de Serveis Estratègics dels Estats Units. El 15 d'agost de 1945, l'imperi japonès va començar a col·lapsar-se i Corea finalment va obtenir la independència unes setmanes més tard, posant fi a 35 anys d'ocupació japonesa. Aquesta independència va ser reafirmada en el Tractat de San Francisco. Així, l'objectiu del govern provisional coreà d'acabar amb el domini japonès a Corea es va aconseguir finalment quan els japonesos es van rendir el 2 de setembre de 1945.

### Després de l'alliberament de Corea
Després del final de la Segona Guerra Mundial, els Estats Units i els soviètics van estacionar forces militars a Corea. Els soviètics van ocupar la meitat nord de Corea, declarant la guerra al Japó, i van formar l'Administració Civil Soviètica després del final de la Segona Guerra Mundial. De la mateixa manera, els Estats Units van formar el  govern militar de l'exèrcit dels Estats Units a la part sud de Corea.
Els principals membres del govern provisional coreà no estaven d'acord amb el sistema de tutela aplicat a la península coreana. En primer lloc, banda i banda de l'espectre polític, amb l'esquerra encapçalada per Lyuh Woon-hyung i la dreta per Kim Kyu-sik, no van estar d'acord amb aquest sistema de custòdia i van resoldre cooperar tot i tenir opinions diferents sobre la governança.
Tanmateix, el president dels EUA, Harry S. Truman, va declarar la Doctrina Truman el març de 1947. Aquesta doctrina va accelerar el que seria la Guerra Freda i va deixar implicacions duradores a la península de Corea.

## Formació
El Govern Provisional de la República de Corea es va fundar l'any 1919 com a part del Moviment del Primer de març. El 21 de gener de 1919, van sortir a la llum rumors que l'emperador Gojong havia estat enverinat per la família imperial japonesa. Això va culminar amb una manifestació que va tenir lloc al funeral de l'emperador l'1 de març. Entre els 20 milions de coreans presents, 3,1 milions de persones van participar en la manifestació, uns 2,20 milions, el 10% de la població total. Hi va haver 7.500 morts, 16.000 ferits i 46.000 arrestats i detinguts. Les protestes, que van començar al març i van continuar fins al maig, van incloure 33 persones que havien signat la Declaració d'Independència, però que, de fet, estaven en mans de la policia japonesa.
La popularitat del moviment independentista va créixer ràpidament tant a nivell local com a l'estranger. Després de la campanya de l'1 de març de 1919, es va establir un pla a l'interior i a l'estranger per continuar expandint el moviment independentista. Tanmateix, alguns dubtaven per la seva obediència a les potències ocupants. En aquell moment, molts activistes independents es van reunir a Xangai. Els que van establir oficines temporals independents van discutir repetidament maneres de trobar nous avenços en el moviment independentista. En primer lloc, es va desenvolupar la teoria del govern provisional, i en general es va argumentar que el govern havia d'organitzar un govern a l'exili contra l'oficina del governador de Chosun. Tanmateix, es va argumentar que el partit no estava prou equipat per formar govern.
Xangai era un centre de transport i també un centre de suport al govern de Guangdong dirigit per Wu Yuan. A més, hi havia delegats de Gran Bretanya, França, Alemanya i els Estats Units, fet que els va permetre escapar de la influència del Japó. Per aquest motiu, les oficines independents es van reunir a Xangai.
Els moviments independentistes a Xangai es van moure de manera més agressiva a l'estiu de 1919. Seo Byeong-ho, Seung-hyung Cho, Dong-ho Cho, Park Chan-ik i Sun Woo-hyuk es van reunir amb els governs de Corea, Manxúria i el Marítim rus. Província i Amèrica. Les oficines independents de Xangai van oferir allotjament a persones de fora del país, centrades en l'assentament francès, i organitzant trobades socials per als coreans per crear una xarxa estreta. Al voltant d'aquesta època, les sucursals independents molt respectades de Manxú i les províncies marítimes, com Dongying, Lee, Shim, Kim DongSam, Shin Chae Ho, Cho Sung Hwan i Chaosang, van arribar a Xangai i van ser enviades a Corea.

### Conferència de pau de París
El Partit de la Joventut de Shinhan volia una promesa d'independència a Corea a la Conferència de Pau de París de 1919 i va enviar a Kim Kyu-sik com a delegat. Des de la seva infantesa, havia estat estudiant a l'Acadèmia Underwood, on va rebre una educació occidental en anglès, llatí, teologia, matemàtiques i ciències. Era multilingüe capaç de parlar anglès, francès, alemany, rus, mongol i sànscrit, així com coreà, xinès i japonès. Va lliurar la petició d'independència de Corea al president Woodrow Wilson en nom del Partit de la Joventut Shinhan i va anar a París, França, el gener de 1919 per presentar una petició en nom del Govern Provisional de la República de Corea. Tanmateix, no se li va permetre assistir a la Conferència de Pau perquè encara no s'havia establert el govern provisional. Posteriorment, Kim va formar un govern provisional per rebre les credencials de representar oficialment el govern coreà.

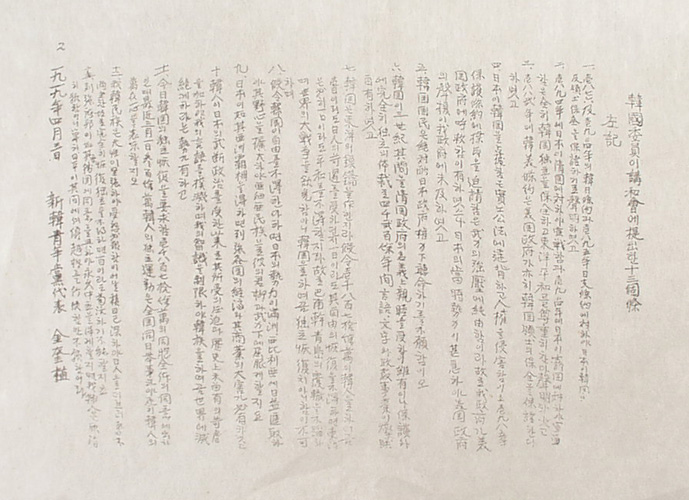
El Partit de la Joventut de Shinhan es va presentar a "Tretze demandes" a la Conferència de Pau de París

Abans de la seva marxa, Kim va ordenar als membres del Partit de la Joventut de Shinhan que fessin una manifestació independent, dient: "Encara que enviïn a París, els occidentals no saben qui sóc. Per exposar i propagar el domini japonès, cal declarar la independència a Corea. La persona que sigui enviada serà sacrificada, però el que passi a Corea complirà bé la meva missió."
Kim Kyu-sik es va comunicar amb el Partit de la Joventut Shinhan a París per ràdio i van recaptar diners per a l'esforç de pressió. Inspirat pels arguments de Kim Kyu-sik, el Partit de la Joventut Shinhan va enviar gent a Corea i es va reunir amb líders nacionals com Ham Tae-young i Cho Man-sik. L'ordre de Kim Kyu-sik de manifestacions per la independència va ser el moment en què va començar la campanya de l'1 de març de 1919.
Els participants en el moment de l'establiment del govern provisional de la República de Corea eren Kim Kyu-sik, representant del grup de joves Shinhan, Lyuh Woon-Hyung, Kim Cheol, Sun Woo Hyuk, Han Jin Kyo, Chang Deok soo, Cho Dong Ho, Seo Byung Ho i Kim In Jon. Hi havia 30 persones, entre elles Nam Hyung Woo, Shin Ik-Hee, Yi Si-yeong, Yi Dong-nyeong, Cho Wan Gu, Sin Chaeho, Jo So-ang i Kim Dae Ji. A més, a l'establiment van participar Kim Gu, Yi Dong-nyeong, Ahn Changho, Yi Dong-hwi i Syngman Rhee van ser nomenats com a emperador de Xangai d'abril a setembre de 1919 i van entrar a Xangai.

### La Casa Imperial de Corea intenta unir-se al KPG
El personal de l'antic imperi també va participar en l'establiment del govern provisional de la República de Corea. Kim Gajin, que va servir com a observador de la província de Hwanghae i Chungcheongnam-do durant el regnat de l'imperi, va ser un alt funcionari que va ser derrotat el 1910 pels japonesos després de ser privat del seu país. Va formar una organització secreta independent anomenada Daedong Dan després de l'inici del Moviment de l'1 de març el 1919, i va exercir de governador. Va ser exiliat al govern provisional de la República de Corea a Xangai, Xina l'octubre de 1919, i va exercir com a conseller provisional del govern.

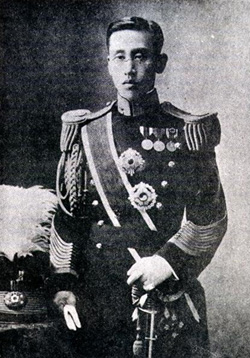
El Príncep Imperial Uihwa

Kim Gajin, el cinquè fill de l'emperador Gojong de l'Imperi coreà i un dels principals candidats al príncep, va preparar un pla per escapar al govern provisional coreà. El príncep Imperial Uihwa va enviar una carta i va indicar la seva intenció de participar en el govern provisional de la República de Corea. El novembre de 1919, el príncep Imperial Uihwa va anar a Andong, Manxúria, per escapar al govern provisional de Xangai, però va ser arrestat després de ser detingut per l'exèrcit japonès i obligat a tornar a casa. El contingut del llibre, que va ser enviat al Govern Provisional pel Rei, va ser publicat en un article de diari independent el 20 de novembre de 1919. Els historiadors actuals estimaven que el príncep Imperial Uihwa havia pensat en el moviment independentista coreà i va intentar unir-se al govern provisional de la República de Corea quan va assistir al Roanoke College als Estats Units. El motiu va ser que el col·lega del príncep Imperial Uihwa era Kim Kyu-sik.

### Establiment del Consell Provisional de la República de Corea
El 10 d'abril de 1919, 1.000 persones del Partit de la Joventut xinesa i Shinhan es van convertir en els principals actors del "kimshinburo (Ruta Pere Robert)", una tribu francesa de Xangai. L'11 d'abril de 1919 es va establir l'Assemblea Nacional com a República de Corea, i la República de Corea va adoptar la Carta Provisional de la República de Corea com a república democràtica. Després de nomenar Syngman Rhee com a primer ministre a càrrec de l'administració, va nomenar sis ministres, inclòs Ahn Chang-ho al ministeri d'Afers Interns, Kim Kyu-sik al ministeri d'Afers Exteriors, Yi Donghwi al ministeri. de defensa, Yi Si-yeong al ministeri de la llei, Moon Chang-bum al ministeri de trànsit i Choi Jae-hyung al ministeri de finances. L'11 de novembre, el govern va anunciar la seva creació. El 22 d'abril de 1957 van assistir representants del 2n Uijeongwon i representants de les vuit províncies coreanes amb representants de Rússia, Xina i Estats Units. El president era Yi Dongnyeong i el vicepresident era Sohn Jung-do elegit en aquest temps. L'Uijeongwon tenia la mateixa funció que l'Assemblea Nacional, com ara la resolució de projectes de llei i l'elecció d'un president temporal.
Abans d'això, el 17 de març de 1919, es va establir el Govern Provisional del Congrés Popular de Corea a la Província Marítima Russa, seguit de l'establiment del Govern Provisional de Hanseong a Kyungsung el 23 d'abril. El govern provisional de la República de Corea a Xangai va plantejar la qüestió de la integració. Les negociacions van procedir entre l'Assemblea Nacional de Corea i el Govern Provisional de la República de Corea. Won Sehun, que va ser seleccionat com a representant de l'Assemblea Nacional de Corea, va venir a Xangai i va negociar. Tots dos defensaven que s'havia de situar el centre del govern a la zona, però que només s'havien de col·locar els departaments de la subordinada a banda i banda. Malgrat els dos arguments, també tenien ganes d'establir un govern únic. Finalment, l'11 de setembre de 1919, l'Assemblea Nacional Coreana de la Província Marítima Russa i el Govern Provisional Hansung de Kyungsung es van incorporar al Govern Provisional de la República de Corea a Xangai, Xina. Com a resultat, el Govern Provisional de la República de Corea va poder convertir-se en un únic govern unificat que representava diversos moviments independentistes dispersos a Corea, Xina i Rússia, així com coreans nacionals i estrangers.

### Contingut representatiu de la Constitució provisional de la República de Corea

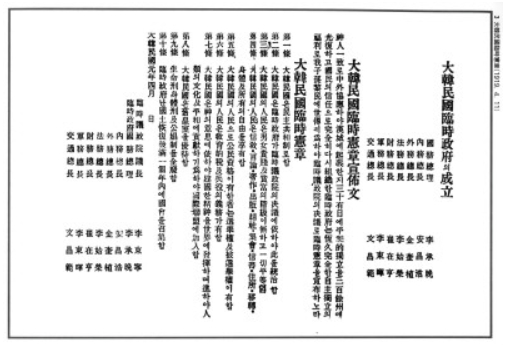
Constitució provisional de la República de Corea

Article 1, La República de Corea serà una república democràtica.
Article 2, La República de Corea es regirà per la resolució del Govern Provisional del Consell Provisional de la República de Corea.
Article 3, El poble de la República de Corea no té cap classe d'homes i dones, ni distinció, ni classe de rics i pobres, i tots són iguals.
Article 4, El poble de la República de Corea gaudeix de la llibertat de religió, premsa, autoria, publicació, associació, reunió, comunicació, transferència de domicili, física i propietat.
Article 5, Els qualificats com a ciutadans de la República de Corea tindran dret a vot i dret a la candidatura d'elegibilitat per a les eleccions.
Article 6, El poble de la República de Corea té l'obligació d'educació, pagament d'impostos i servei militar.
Article 7, La República de Corea s'uneix a la Societat de Nacions per exercir l'esperit fundat per la voluntat de Déu al món i contribuir encara més a la cultura humana i la pau.
Article 8, La República de Corea dona un tracte preferencial a l'antiga Casa Imperial de Corea.
Article 9, S'ha d'abolir la pena de mort, els càstigs corporals i el sistema de prostitució.
Article 10, El Govern Provisional convocarà l'Assemblea Nacional en el termini d'un any després de la restauració del territori nacional.

## Relacions exteriors

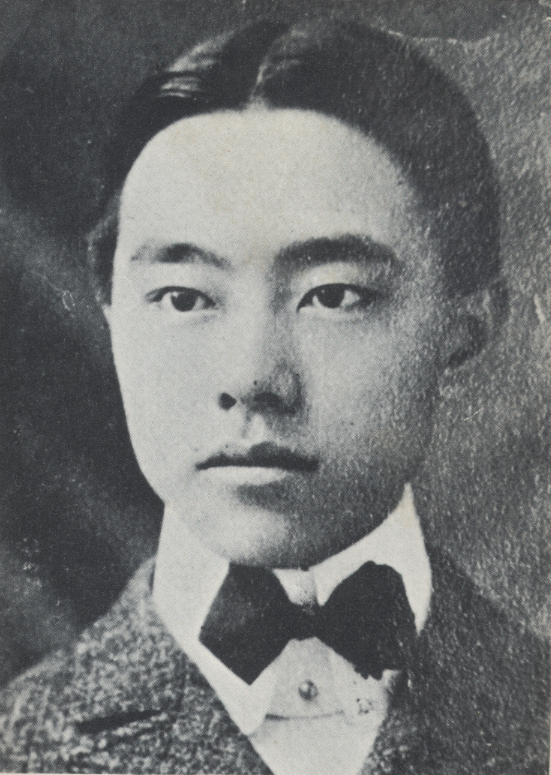
Kim Kyu-sik (dècada de 1890)

El 1919, quan el president nord-americà Woodrow Wilson va defensar l'autodeterminació nacional, Rhee va promoure el mandat de la Societat de Nacions als Estats Units i Kim Kyu-sik va impulsar la independència amb l'aprovació d'un país victoriós a París. El govern provisional va obtenir l'aprovació de la Xina i Polònia gràcies als seus esforços diplomàtics. Mentrestant, el 1944, el govern va rebre l'aprovació de la Unió Soviètica. Jo So-ang, el cap del departament diplomàtic del KPG, es va reunir amb l'ambaixador francès a Chongqing i es va citar que va dir que el govern francès donaria l'aprovació no oficial al govern l'abril de 1945. No obstant això, el govern no va guanyar formalment el reconeixement dels Estats Units, el Regne Unit i altres potències mundials. El 2019, el Congrés dels Estats Units va adoptar una resolució específica sobre el govern provisional de la República de Corea que començava a fundar Corea.

## Transició de poder
El govern coreà a l'exili es va establir per liderar el moviment independentista a la península coreana contra el domini colonial. Es va establir l'11 d'abril de 1919 a Xangai, Xina. L'11 de setembre del mateix any, va establir un govern únic a Xangai integrant governs temporals com els de Seül i la província marítima de Rússia.

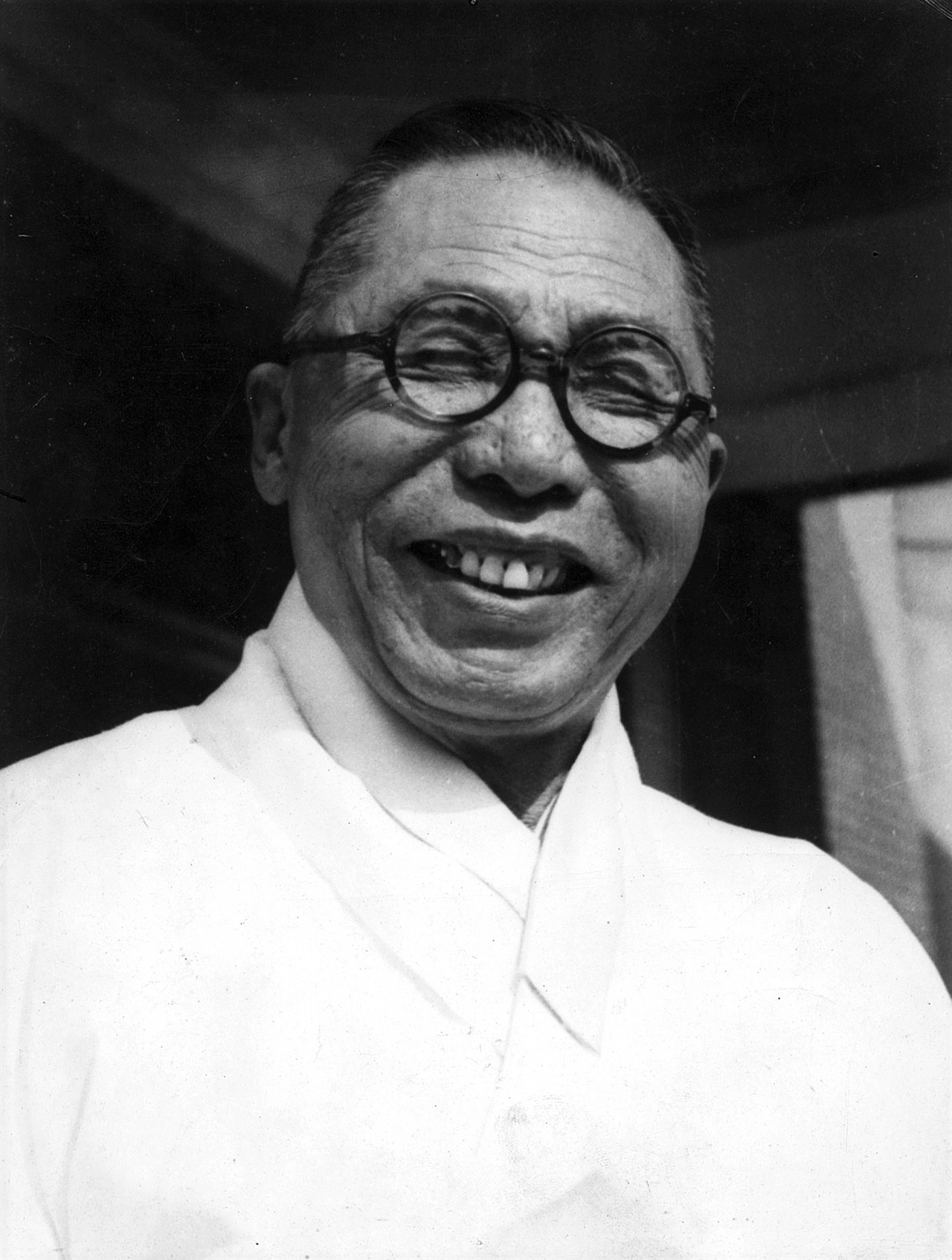
Kim Gu

La Constitució Provisional es va promulgar per formar la República de Corea com a república democràtica. Va introduir el sistema presidencial i va establir branques legislatives, administratives i judicials separades. Va succeir al territori de l'Imperi coreà. El president interí Rhee va ser destituït i succeït per Kim Gu. Sota el govern provisional de la República de Corea, va donar suport activament al moviment independentista, inclosa l'organització de l'Exèrcit d'Alliberament de Corea, i va rebre suport econòmic i militar dels nacionalistes xinesos, la Unió Soviètica, França, el Regne Unit i els Estats Units.
Després de l'alliberament el 15 d'agost de 1945, factors governamentals temporals com Kim Gu tornar a Corea. El 15 d'agost de 1948, el govern de l'exili coreà i el KPG van ser dissolts. Rhee, que va ser el primer president del govern provisional de la República de Corea, es va convertir en el primer president de la República de Corea el 1948. L'actual govern de Corea del Sud a través de la constitució nacional revisada el 1987 afirma que el poble de Corea del Sud va heretar el mandat del Govern Provisional de la República de Corea, encara que això ha estat criticat per alguns historiadors com a constitutiu de revisionisme.

## Celebració
El dijous 11 d'abril de 2019, el govern de Corea del Sud va celebrar el 100è aniversari de la construcció del govern provisional de la República de Corea al parc Yeouido. Aquesta vegada el president de Corea del Sud, Moon Jae-in, va visitar els Estats Units. Per tant, el primer ministre de Corea del Sud Lee Nak-yon, el president de l'Assemblea Nacional Moon Hee-sang, el president de l'estat major conjunt Park Han-ki i molts membres de l'Associació d'Alliberament (membres de la família descendent o supervivent d'activistes independents) es van unir al 100è aniversari de l'establiment del Govern Provisional de la República de Corea. En aquesta celebració, els pobles de l'Associació d'Alliberament van llegir la "Carta provisional de la República de Corea". L'actor sud-coreà Kang Ha-neul va llegir l'estil de narració sobre el somni del govern provisional dels pobles de la República de Corea i ex-membre de la banda de nens de K-pop Shinee i l'actor sud-coreà Onew van interpretar el musical militar titulat Shinheung Military Academy.

## Llista de presidents

### Primer ministre i Presidència
- Syngman Rhee (11 de setembre de 1919 - 21 de març de 1925) - Destituït per l'assemblea provisional[82]
  - Yi Dongnyeong 16 de juny de 1924 - 11 de desembre de 1924)
  - Park Eun-sik (11 de desembre de 1924 - 24 de març de 1925)
- Park Eun-sik (24 de març de 1925 - setembre de 1925)

### Presidència del Directori de Governació i Consell d'Estat
- Yi Yu-pil (setembre de 1925)
- Yi Sang-ryong (setembre de 1925 - gener de 1926)
- Yang Gi-tak (gener de 1926 - 29 d'abril de 1926)
- Yi Dongnyeong (29 d'abril - 3 de maig de 1926)
- Ahn Chang-ho (3-16 de maig de 1926)
- Yi Dong-nyeong (16 de maig - 7 de juliol de 1926)
- Hong Jin (7 de juliol - 14 de desembre de 1926)
- Kim Koo (14 de desembre de 1926 - agost de 1927)

### Presidència del Consell d'Estat
- Yi Dongnyeong (agost de 1927 - 24 de juny de 1933)
- Song Byeong-jo (24 de juny de 1933 - octubre de 1933)
- Yi Dongnyeong (octubre de 1933 - 13 de març de 1940) - Va morir al càrrec
- Kim Koo (1940 - març de 1947)
- Syngman Rhee (març de 1947 - 15 d'agost de 1948) - Es va convertir en el primer president de Corea del Sud (24 de juliol de 1948 - 26 d'abril de 1960)